# 陕西狼尾草
陕西狼尾草（学名：Pennisetum shaanxiense）为禾本科狼尾草属下的一个种。